# Lennert Hillege
 (octobre 2018).
Si vous disposez d'ouvrages ou d'articles de référence ou si vous connaissez des sites web de qualité traitant du thème abordé ici, merci de compléter l'article en donnant les références utiles à sa vérifiabilité et en les liant à la section « Notes et références ».
Lennert Hillege, né le 12 septembre 1978 aux Pays-Bas, est un directeur de la photographie néerlandais.

## Filmographie
- 2001 : De Laatste Dag Van Alfred Maassen de David Lammers[2]
- 2002 : Speel Met Me de Esther Rots[3]
- 2003 : Ik Ontspruit de Esther Rots
- 2005 : Le Cheval de Saint Nicolas de Mischa Kamp[4]
- 2006 : Dummy de Diederik van Rooijen[5]
- 2006 : Northern Light de David Lammers
- 2006 : Don de Arend Steenbergen[6]
- 2007 : Does it hurt? -The First Balkan Dogma de Aneta Lesnikovska
- 2009 : Can Go Through Skin de Esther Rots
- 2009 : Stricken de Reinout Oerlemans[7]
- 2010 : R U There de David Verbeek[8]
- 2010 : Secret Letters de Simone van Dusseldorp[9]
- 2011 : Small de Sanne Vogel
- 2012 : Tricked de Paul Verhoeven[10]
- 2013 : THE DRIVER de Guido van Driel
- 2013 : De Wederopstanding van een Klootzak de Guido van Driel[11]
- 2014 : Life According to Nino de Simone van Dusseldorp et Urszula Antoniak[12]
- 2015 : Het Cadeau de Hanna Verboom[13]
- 2016 : Growth de Sil Van Der Woerd
- 2017 : Tulipani, Love, Honour and a Bicycle de Mike van Diem[14]
- 2017 : Beyond Words de Urszula Antoniak[15]
- 2018 : L'Exorcisme de Hannah Grace de Diederik van Rooijen[16]